# Carl Wilhelmson
Carl Wilhelm Wilhelmson (Fiskebäckskil, 1866. november 12. – Göteborg, 1928. szeptember 24.) svéd festő.

## Élete és munkássága
14 éves korában kezdett festészetet tanulni. Később tanulmányait a göteborgi egyetem rajz- és festőiskolájában folytatta, ahol többek között Carl Larsson és Bruno Liljefors voltak a tanárai. 1890 és 1897 között külföldi tanulmányokat folytatott Spanyolországban, Lipcsében és Párizsban, ahol többek között litográfusként dolgozott. 1897-ben régi göteborgi iskolájában lett igazgató. 1910 után Stockholmban vezetett festőiskolát. 1925-ben a stockholmi művészeti főiskola tanára lett. Tanítványai között volt Harald Lindberg is.
Témáit leginkább szülőföldjén találta meg. 1911–13 között nyaralót építtetett magának szülőhelyén, Fiskebäckskilben, amit Ivar Callmander tervezett. A ház, ami műteremként is szolgált, ma is a család tulajdonában van és nyaranta egy napra megnyitják a látogatók előtt.
Művei megtalálhatók a Göteborgi Művészeti Múzeumban, a stockholmi Nationalmuseumban és a Bonniers portrégyűjteményben.

## Emlékezete
Szülőhelyén hajókat, utcákat neveztek el róla.

## Galéria

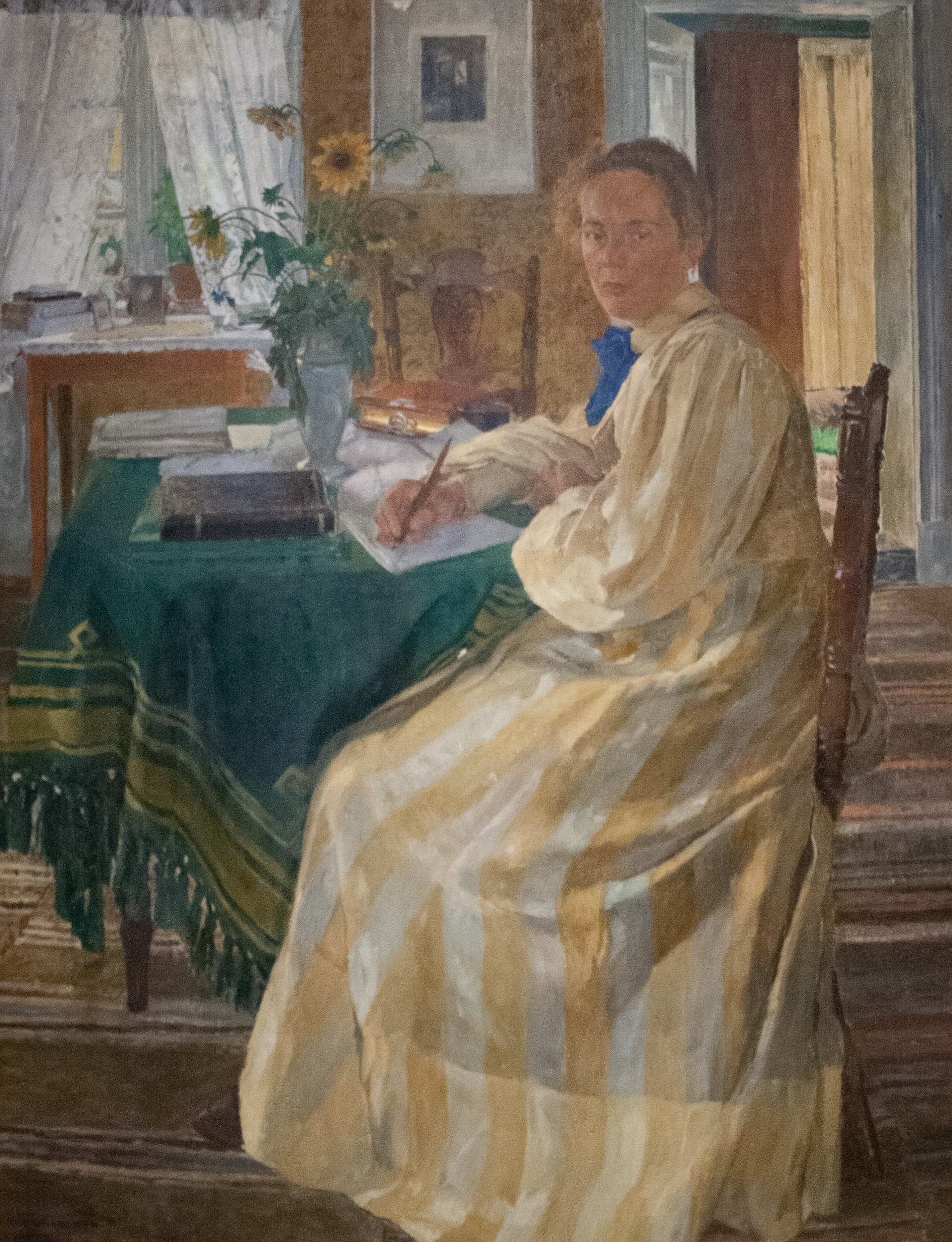
A művész nővére
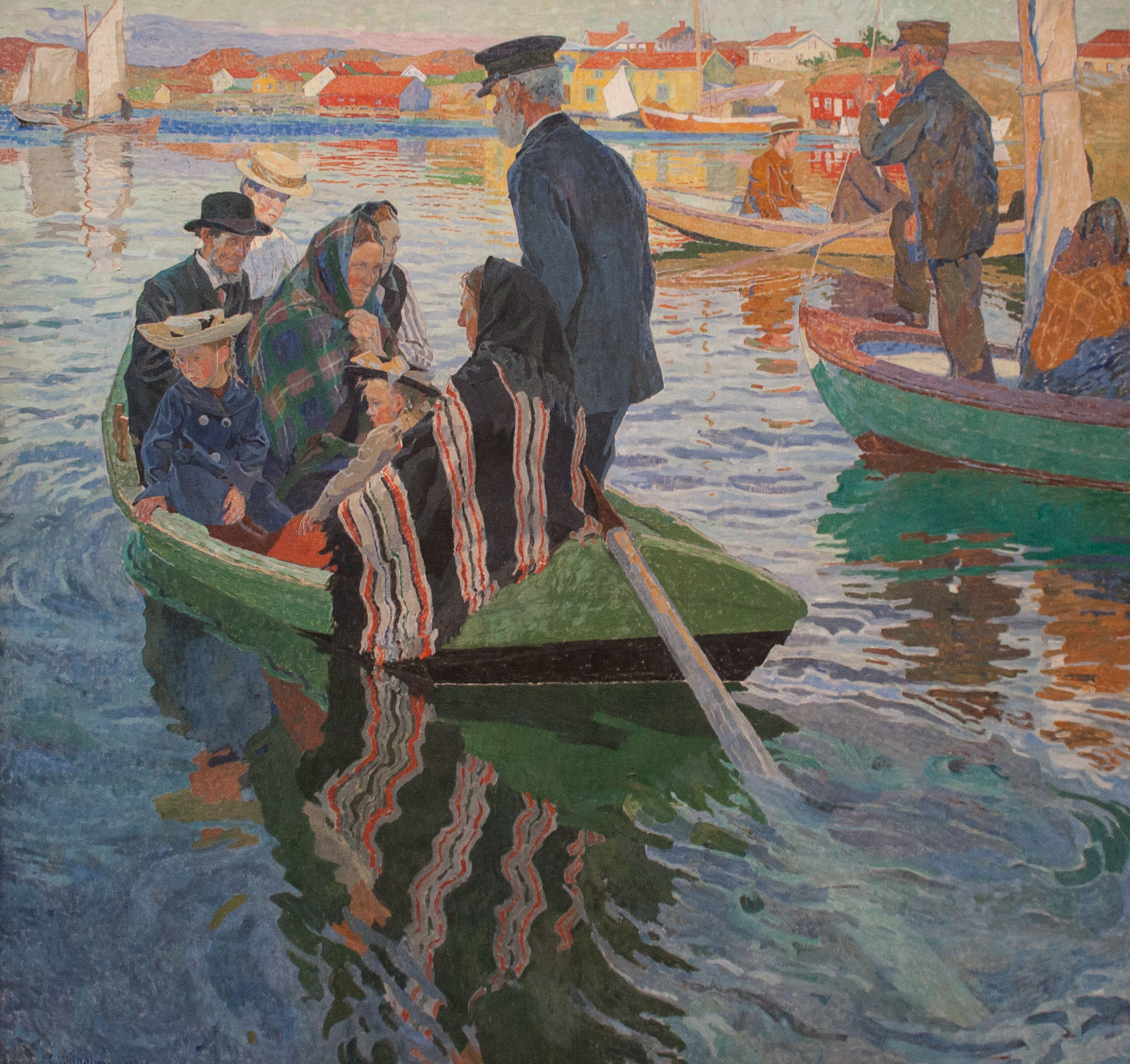
Templomjárók csónakon
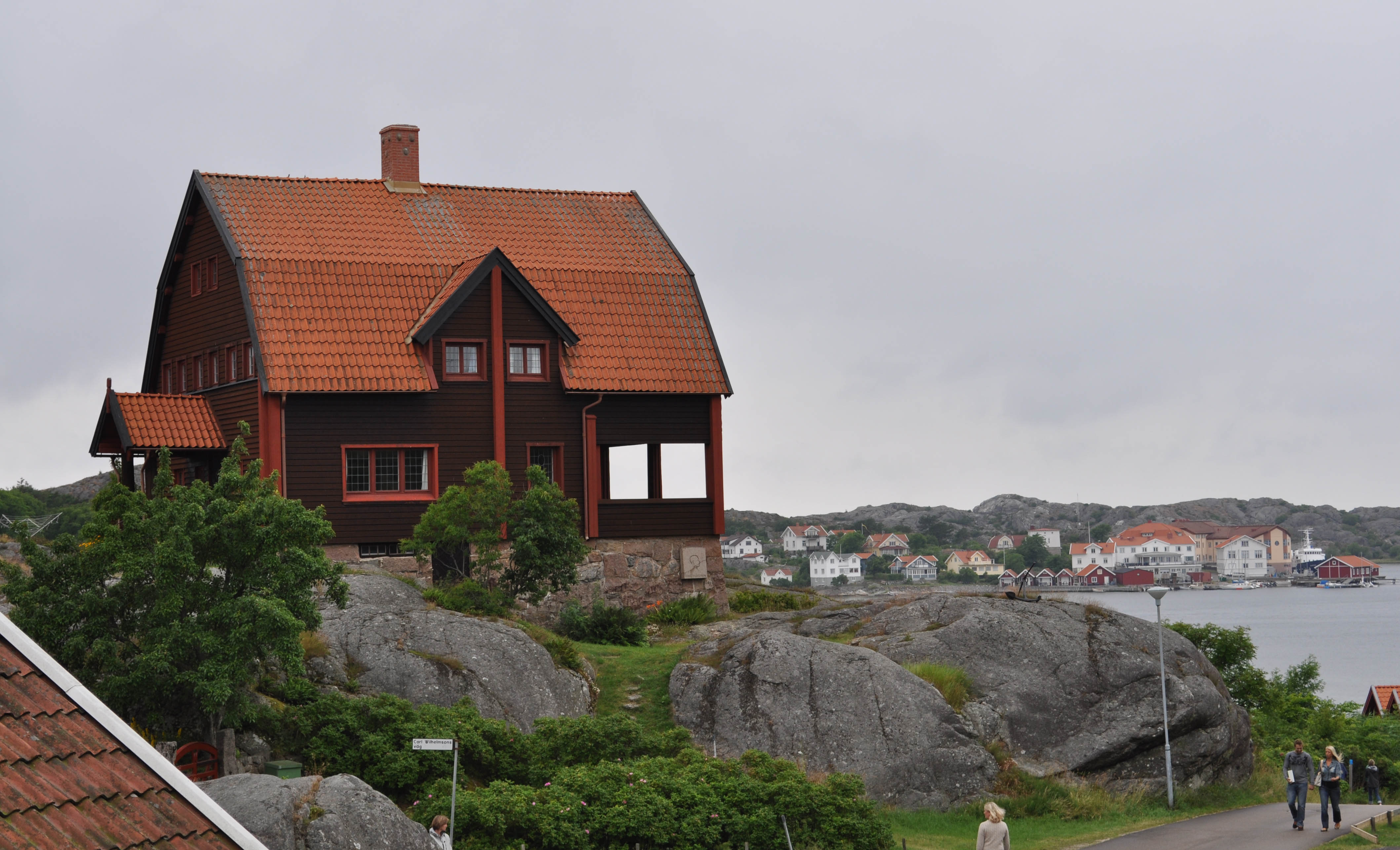
A művész nyaralója és műterme a tengerparton

## Fordítás
- Ez a szócikk részben vagy egészben a Carl Wilhelmson című svéd Wikipédia-szócikk ezen változatának fordításán alapul.  Az eredeti cikk szerkesztőit annak laptörténete sorolja fel. Ez a jelzés csupán a megfogalmazás eredetét és a szerzői jogokat jelzi, nem szolgál a cikkben szereplő információk forrásmegjelöléseként.